# 大村益次郎が登場する大衆文化作品一覧
大村益次郎が登場する大衆文化作品の一覧（おおむらますじろうがとうじょうするたいしゅうぶんかさくひんのいちらん）。主題とするものはこちらを参照。

## 映画
- 韋駄天吉次（1927年、日活） - 演：嵐璃左衛門[1]
- 国民皆兵令（1937年、日活） - 演：河部五郎[2]
- 鞍馬天狗捕はる（1940年、日活） - 演：四代目澤村國太郎[3]
- 大村益次郎（1942年、新興キネマ） - 演：市川右太衛門
- かくて自由の鐘は鳴る（1954年、東宝） - 演：二本柳寛
- 朱雀門（1957年、大映） - 演：原聖四郎
- 幕末青春グラフィティ Ronin 坂本竜馬（1986年、東宝） - 演：三浦浩一
- 長州ファイブ（2006年、リベロ） - 演：原田大二郎
- 武士の家計簿（2010年、松竹） - 演：嶋田久作

## ドラマ

### NHK大河ドラマ
- 三姉妹（1967年） - 演：加藤武
- 翔ぶが如く（1990年） - 演：平田満
- 花燃ゆ（2015年） - 演：一岡裕人
- 西郷どん（2018年） - 演：9代目林家正蔵[4]

### その他のテレビドラマ
- 幕末（1964年、TBS） - 演：小松方正
- アイウエオ（1967年、NHK） - 演：山本健
- 幕末青春グラフィティ 坂本竜馬（1982年、日本テレビ） - 演：ふとがね金太
- 遠雷と怒涛と（1982年、NHK） - 演：米倉斉加年
- 若き血に燃ゆる〜福沢諭吉と明治の群像（1984年、テレビ東京） - 演：夏木勲
- 竜馬におまかせ！（1996年、日本テレビ） - 演：増田由紀夫
- 黒書院の六兵衛（2018年、WOWOW） - 演：波岡一喜[5]

## アニメ

### WEBアニメ
- 幕末機関説 いろはにほへと（2006年、GyaO） - 声：河口博

## 舞台
- 幕末ガール〜ドクトル☆おイネ物語（2012年8月 - 2013年3月、坊っちゃん劇場） - 演：戎本みろ